# Aulacobothrus luteipes
Aulacobothrus luteipes är en insektsart som först beskrevs av Walker, F. 1871.  Aulacobothrus luteipes ingår i släktet Aulacobothrus och familjen gräshoppor.

## Underarter
Arten delas in i följande underarter:
- A. l. luteipes
- A. l. infernus